# Kabinet-Ishiba II
Het kabinet–Ishiba II (Japans: 第2次石破内閣) is de huidige regering van Japan sinds 11 november 2024.

## Kabinet–Ishiba II (2024–heden)
| Ambtsbekleder                                 | Ambtsbekleder      | Ambtsbekleder                         | Functie(s)                                                        | Ambtstermijn     | Ambtstermijn | Partij(en) |
| --------------------------------------------- | ------------------ | ------------------------------------- | ----------------------------------------------------------------- | ---------------- | ------------ | ---------- |
|                                               | Shigeru Ishiba     | Shigeru Ishiba 石破 茂 (1957)         | Premier                                                           | 1 oktober 2024   | heden        | LDP        |
|                                               | Yoshimasa Hayashi  | Yoshimasa Hayashi 林 芳正 (1961)      | Secretaris- generaal                                              | 13 december 2023 | heden        | LDP        |
|                                               | Seiichiro Murakami | Seiichiro Murakami 村上 誠一郎 (1952) | Minister van Binnenlandse Zaken en Communicatie                   | 1 oktober 2024   | heden        | LDP        |
|                                               | Takeshi Iwaya      | Takeshi Iwaya 岩屋 毅 (1957)          | Minister van Buitenlandse Zaken                                   | 1 oktober 2024   | heden        | LDP        |
|                                               | Katsunobu Kato     | Katsunobu Kato 加藤 勝信 (1955)       | Minister van Financiën                                            | 1 oktober 2024   | heden        | LDP        |
|                                               | Keisuke Suzuki     | Keisuke Suzuki 鈴木 馨祐 (1977)       | Minister van Justitie                                             | 11 november 2024 | heden        | LDP        |
|                                               | Yoji Muto          | Yoji Muto 武藤 容治 (1955)            | Minister van Economische Zaken                                    | 1 oktober 2024   | heden        | LDP        |
|                                               | Gen Nakatani       | Gen Nakatani 中谷 元 (1957)           | Minister van Defensie                                             | 1 oktober 2024   | heden        | LDP        |
|                                               | Takamaro Fukuoka   | Takamaro Fukuoka 福岡 資麿 (1973)     | Minister van Volksgezondheid, Arbeid en Welzijn                   | 1 oktober 2024   | heden        | LDP        |
|                                               | Toshiko Abe        | Toshiko Abe 阿部 俊子 (1959)          | Minister van Onderwijs, Cultuur, Sport, Wetenschap en Technologie | 1 oktober 2024   | heden        | LDP        |
|                                               | Hiromasa Nakano    | Hiromasa Nakano 中野 洋昌 (1978)      | Minister van Transport, Infrastructuur en Toerisme                | 11 november 2024 | heden        | NKP        |
|                                               | Taku Eto           | Taku Eto 江藤 拓 (1960)               | Minister van Landbouw, Bosbouw en Visserij                        | 11 november 2024 | 20 mei 2025  | LDP        |
|                                               | Shinjiro Koizumi   | Shinjiro Koizumi 小泉 進次郎 (1981)   | Minister van Landbouw, Bosbouw en Visserij                        | 20 mei 2025      | heden        | LDP        |
|                                               | Keiichiro Asao     | Keiichiro Asao 浅尾 慶一郎 (1964)     | Minister van Milieu                                               | 1 oktober 2024   | heden        | LDP        |
| Ministers zonder portefeuille                 |                    |                                       |                                                                   |                  |              |            |
| Ambtsbekleder                                 | Ambtsbekleder      | Ambtsbekleder                         | Functie(s)                                                        | Ambtstermijn     | Ambtstermijn | Partij(en) |
|                                               | Manabu Sakai       | Manabu Sakai 坂井 学 (1965)           | Voorzitter van de Commissie voor Openbare Orde en Veiligheid      | 1 oktober 2024   | heden        | LDP        |
| Minister zonder portefeuille                  | Manabu Sakai       | Manabu Sakai 坂井 学 (1965)           |                                                                   | 1 oktober 2024   | heden        | LDP        |
| Minister voor Maritieme en Territoriale Zaken | Manabu Sakai       | Manabu Sakai 坂井 学 (1965)           |                                                                   | 1 oktober 2024   | heden        | LDP        |
| Minister voor Rampen- bestrijding             | Manabu Sakai       | Manabu Sakai 坂井 学 (1965)           |                                                                   | 1 oktober 2024   | heden        | LDP        |
|                                               | Masaaki Taira      | Masaaki Taira 平 将明 (1967)          | Minister zonder portefeuille                                      | 1 oktober 2024   | heden        | LDP        |
| Minister voor Administratieve Zaken           | Masaaki Taira      | Masaaki Taira 平 将明 (1967)          |                                                                   | 1 oktober 2024   | heden        | LDP        |
| Minister voor Digitale zaken                  | Masaaki Taira      | Masaaki Taira 平 将明 (1967)          |                                                                   | 1 oktober 2024   | heden        | LDP        |
| Minister voor Bestuurlijke Vernieuwing        | Masaaki Taira      | Masaaki Taira 平 将明 (1967)          |                                                                   | 1 oktober 2024   | heden        | LDP        |
|                                               | Minoru Kiuchi      | Minoru Kiuchi 城内 実 (1965)          | Minister zonder portefeuille                                      | 1 oktober 2024   | heden        | LDP        |
| Minister voor Economische Veiligheid          | Minoru Kiuchi      | Minoru Kiuchi 城内 実 (1965)          |                                                                   | 1 oktober 2024   | heden        | LDP        |
|                                               | Ryosei Akazawa     | Ryosei Akazawa 赤沢 亮正 (1960)       | Minister zonder portefeuille                                      | 1 oktober 2024   | heden        | LDP        |
| Minister voor Economische Ontwikkelingen      | Ryosei Akazawa     | Ryosei Akazawa 赤沢 亮正 (1960)       |                                                                   | 1 oktober 2024   | heden        | LDP        |
|                                               | Yoshitaka Itō      | Yoshitaka Ito 伊東 良孝 (1948)        | Minister zonder portefeuille                                      | 11 november 2024 | heden        | LDP        |
| Minister voor Okinawa en de Koerilen          | Yoshitaka Itō      | Yoshitaka Ito 伊東 良孝 (1948)        |                                                                   | 11 november 2024 | heden        | LDP        |
| Minister voor Aino-beleid                     | Yoshitaka Itō      | Yoshitaka Ito 伊東 良孝 (1948)        |                                                                   | 11 november 2024 | heden        | LDP        |
| Minister voor Regionale Ontwikkelingen        | Yoshitaka Itō      | Yoshitaka Ito 伊東 良孝 (1948)        |                                                                   | 11 november 2024 | heden        | LDP        |
| Minister voor Consumenten- belangen           | Yoshitaka Itō      | Yoshitaka Ito 伊東 良孝 (1948)        |                                                                   | 11 november 2024 | heden        | LDP        |
| Minister voor Voedselveiligheid               | Yoshitaka Itō      | Yoshitaka Ito 伊東 良孝 (1948)        |                                                                   | 11 november 2024 | heden        | LDP        |
| Minister voor de Expo 2025                    | Yoshitaka Itō      | Yoshitaka Ito 伊東 良孝 (1948)        |                                                                   | 11 november 2024 | heden        | LDP        |
|                                               | Junko Mihara       | Junko Mihara 三原 じゅん子 (1964)     | Minister zonder portefeuille                                      | 1 oktober 2024   | heden        | LDP        |
| Minister voor Sociale Zekerheid               | Junko Mihara       | Junko Mihara 三原 じゅん子 (1964)     |                                                                   | 1 oktober 2024   | heden        | LDP        |
| Minister voor Gelijkheid                      | Junko Mihara       | Junko Mihara 三原 じゅん子 (1964)     |                                                                   | 1 oktober 2024   | heden        | LDP        |
| Minister voor Jeugdzaken                      | Junko Mihara       | Junko Mihara 三原 じゅん子 (1964)     |                                                                   | 1 oktober 2024   | heden        | LDP        |
| Minister voor Geboorte Statistieken           | Junko Mihara       | Junko Mihara 三原 じゅん子 (1964)     |                                                                   | 1 oktober 2024   | heden        | LDP        |
|                                               | Tadahiko Ito       | Tadahiko Ito 伊藤 忠彦 (1964)         | Minister zonder portefeuille                                      | 1 oktober 2024   | heden        | LDP        |
| Minister voor Sendai en Fukushima Zaken       | Tadahiko Ito       | Tadahiko Ito 伊藤 忠彦 (1964)         |                                                                   | 1 oktober 2024   | heden        | LDP        |